# Thanh Bạch
Lê Thanh Bạch, thường được biết đến với nghệ danh Thanh Bạch (sinh ngày 1 tháng 12 năm 1959 tại xã An Đức, huyện Long Hồ, tỉnh Vĩnh Long) là một người dẫn chương trình, ca sĩ, nhạc sĩ, biên đạo múa, diễn viên điện ảnh và nghệ sĩ hài người Việt Nam. Ông được biết đến với phong cách dẫn chương trình hài hước, sôi nổi và khả năng hoạt náo trên sân khấu. Là người dẫn chương trình đầu tiên của Việt Nam được đào tạo chính quy sau năm 1975, Thanh Bạch nhanh chóng khẳng định được tên tuổi và tài năng của mình với chương trình ca nhạc thiếu nhi Bé khoẻ bé ngoan 1&2 do Hãng phim Phương Nam thực hiện năm 2000-2001; loạt chương trình Tuổi thần tiên (Nhà hát Hòa Bình & Hãng phim Phương Nam đồng tổ chức); chuỗi liveshow Con cò bé bé của Xuân Mai và sau đó là những chương trình sân khấu lớn trong nước như cuộc thi Hoa hậu Việt Nam của báo Tiền phong, Duyên dáng Việt Nam, Một thoáng Sài Gòn,... Với việc thực hiện hàng trăm chương trình truyền hình và sân khấu trong suốt sự nghiệp của mình, Thanh Bạch được xem là một trong những người dẫn chương trình đắt giá và thành công nhất của Việt Nam từ trước đến nay.
Ngoài dẫn chương trình, Thanh Bạch còn tạo được ấn tượng với vai trò diễn viên khi thủ vai Tám Cù Móc trong nhóm "Tuổi Trẻ Cười Sống", một nhóm hài do báo Tuổi Trẻ Cười thành lập năm 1987. Bên cạnh đó là những vai diễn trong loạt tiểu phẩm hài gây xôn xao dư luận một thời mang tên Những người thích đùa do ông và Xuân Hương dàn dựng và là diễn viên chính.

## Tiểu sử và sự nghiệp
Thanh Bạch là con trai cả trong một gia đình có 4 người con. Từ khi còn nhỏ, ông đã bộc lộ niềm yêu thích và năng khiếu đối với các hoạt động văn nghệ, nhất là lĩnh vực dẫn chương trình và ca hát trong nhà trường. Năm 1977, sau khi tốt nghiệp trung học phổ thông tại trường Tống Phước Hiệp (nay là Lưu Văn Liệt, tỉnh Vĩnh Long), Thanh Bạch đăng ký thi cùng lúc hai trường: Cao đẳng Sư phạm Vĩnh Long và trường Nghệ thuật Sân khấu 2 (nay là Trường Đại học Sân khấu - Điện ảnh Thành phố Hồ Chí Minh), mặc dù gia đình mong muốn ông thi vào Đại học Bách khoa để nối nghiệp nhà. Sau khi trúng tuyển cả hai trường, Thanh Bạch đã chọn con đường nghệ thuật khi quyết định theo học Khoa Đạo diễn Kịch nói của trường Nghệ thuật Sân khấu 2. Trong thời gian học tập tại đây, cùng với các bạn học của mình như Nguyễn Minh Chung, Hoa Hạ, Xuân Hương, Thanh Bạch là gương mặt không thể thiếu trong nhiều phong trào Đoàn hội, giao lưu văn nghệ giữa các trường trong địa bàn Thành phố Hồ Chí Minh. Đến năm thứ hai, ông chuyển sang trường dự bị Đại học Ngoại ngữ để học tiếng Nga sau khi trúng tuyển khóa đào tạo đạo diễn tại trường Đại học Sân khấu Lunacharsky - GITIS (Moskva) do Việt Nam và Liên Xô (Nga) hợp tác tổ chức. Một năm sau, Thanh Bạch tiếp tục theo học tiếng Nga tại Nhạc viện Tchaikovsky. Năm 1979, khi đã hoàn thành xong khóa học ngoại ngữ của mình, ông mới chính thức là sinh viên của trường Đại học Sân khấu Lunatsaxki. Tuy nhiên, khi đang học khoa đạo diễn, Thanh Bạch đã làm đơn xin chuyển sang học tại khoa tạp kỹ sân khấu cũng của trường Lunatsaxki. Sau khi trúng tuyển vào khoa này, ông được đào tạo bài bản về lịch sử nghệ thuật, lịch sử âm nhạc, kỹ thuật biểu diễn, tiếng nói sân khấu, dẫn chương trình cho đến biên kịch, múa ba lê,...
Năm 1985, sau khi tốt nghiệp đại học tại Liên Xô, Thanh Bạch trở về Việt Nam và được bổ nhiệm vào vị trí trợ giảng bộ môn kỹ thuật biểu diễn của lớp diễn viên kịch nói - trường Nghệ thuật Sân khấu 2, trong số những sinh viên của lớp có nhiều người đã thành danh sau này như Huỳnh Phúc Điền, Phước Sang,... Năm 1987, ông tham gia nhóm "Tuổi Trẻ Cười Sống" do báo Tuổi Trẻ Cười thành lập. Thanh Bạch vào vai Tám Cù Móc trong tiệm tạp hóa Hai Cù Nèo, đây cũng là nhân vật dẫn chương trình xuyên suốt các tiểu phẩm của nhóm. Cùng với các diễn viên như Tất My Loan, Nguyễn Thị Minh Ngọc, Xuân Hương, Bích Thủy, Quang Minh, Đoàn Khoa, và sau này có thêm Thành Lộc, Hữu Châu,... nhóm thường xuyên biểu diễn những tiểu phẩm hài nhằm phản ánh dưới góc nhìn châm biếm và hài hước nhiều vấn đề thời sự của xã hội. Năm 1989, sau những tiết mục thành công và rất được khán giả yêu thích, nhóm "Tuổi Trẻ Cười Sống" không còn tiếp tục duy trì hoạt động biểu diễn. Tuy nhiên, vì những dư âm về sự thành công của nhóm, Thanh Bạch và Xuân Hương có chuyến lưu diễn kéo dài nửa năm nhằm phục vụ cho kiều bào người Việt tại các nước Đông Âu, những tiểu phẩm họ biểu diễn đều là những tiết mục ăn khách của "Tuổi Trẻ Cười Sống". Năm 1988, ông và Xuân Hương - người bạn học cùng tại Đại học Sân khấu Lunatsaxki là hai thành viên duy nhất đại diện cho Việt Nam tham dự "Liên hoan các trường nghệ thuật sân khấu thế giới" được tổ chức tại Tiệp Khắc cũ. Đây là một liên hoan quy tụ nhiều trường sân khấu của các nước trên thế giới. Trong tiết mục dự thi của đoàn, Thanh Bạch và Xuân Hương biểu diễn trích đoạn chèo vở Quan Âm Thị Kính, ông là nam diễn viên đóng vai Thị Kính giả trai còn Xuân Hương thủ vai Thị Mầu, tiết mục này sau đó được tặng bằng khen của ban tổ chức. Về phần mình, Thanh Bạch hóa trang thành nhân vật Khuất Nguyên để biểu diễn bài độc thoại về nhân vật này, tiết mục sau đó đã đoạt giải đặc biệt dành cho bộ môn độc thoại.
Ít lâu sau, Thanh Bạch đảm nhiệm vai trò ca sĩ chuyên hát tiếng Nga với nghệ danh Lê Bắc trong đoàn văn nghệ Hương Miền Nam, một trong số những đoàn ca kịch - tạp kỹ hoạt động sôi nổi nhất thời gian đó. Làm ca sĩ được một thời gian, ông được nhạc sĩ Dương Thụ mời về làm người dẫn chương trình cho phòng trà Cửu Long (nay là khách sạn Majestic). Tháng 6 năm 1989, qua sự giới thiệu của soạn giả Lê Duy Hạnh, Thanh Bạch được đảm nhiệm vị trí người dẫn chương trình trong cuộc thi hoa hậu do Thành đoàn Thành phố Hồ Chí Minh tổ chức. Kết thúc cuộc thi, ông được Nhà hát Hòa Bình mời về dẫn trong chương trình ca nhạc kịch dành cho thiếu nhi Tuổi thần tiên 1 đến 6. Được đào tạo khá bài bản về tạp kỹ sân khấu nên Thanh Bạch nhanh chóng gây được chú ý với hình tượng một người dẫn chương trình vui tính, hoạt bát và có khả năng ứng biến linh hoạt. Sau thành công của loạt chương trình Tuổi thần tiên, Thanh Bạch dần khẳng định được tài năng của mình với việc tham gia hàng loạt chương trình sân khấu lớn trong cả nước như cuộc thi Hoa hậu báo Tiền Phong, Duyên dáng Việt Nam của Báo Thanh niên, Một thoáng Sài Gòn,... Với Duyên dáng Việt Nam, loạt chương trình được thực hiện liên tục kể từ năm 1994 cho đến nay, Thanh Bạch là một trong những người đầu tiên đảm nhận vai trò người dẫn chương trình. Với chương trình này, không chỉ đơn thuần là người dẫn chương trình, ông còn có những tiết mục trình diễn riêng của mình với những bài hát thuộc đủ thể loại được trình bày theo dạng liên khúc và phần biểu diễn tạp kỹ vui nhộn.

### Chương trình hài kịchNhững người thích đùa

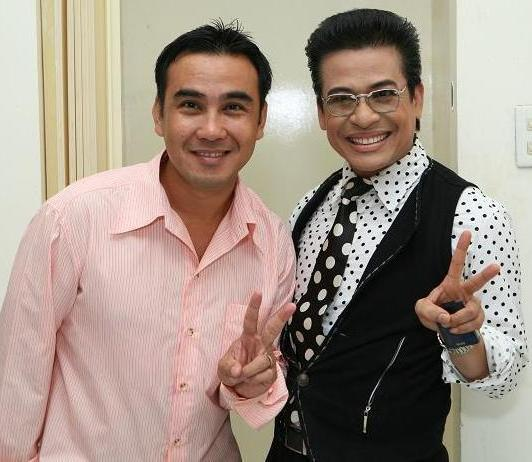
Nghệ sĩ Quyền Linh (bên trái) và Thanh Bạch.

Năm 1997, Thanh Bạch cùng với vợ là nghệ sĩ Xuân Hương cho ra đời chương trình hài kịch mang tên Những người thích đùa, chương trình bao gồm một loạt các tiểu phẩm hài do ông, Xuân Hương và Thành Lộc làm diễn viên chính. Với những vở diễn ngắn như: Họa mi hót trong lồng, Phút thư giãn, Giao lưu diễn viên điện ảnh, Cái chết con thiên nga, Thẩm mỹ viện lưu động, Thời trang thế kỷ 21, Ngày khai trường, Phiên tòa không tội nhân,... Những người thích đùa đã đề cập đến nhiều vấn đề không mới nhưng gai góc còn tồn tại của cuộc sống thường ngày nơi đô thị. Khi thực hiện 30 suất diễn tại Nhà hát lớn Thành phố và Nhà Văn hóa Thanh Niên Thành phố Hồ Chí Minh, chương trình ngay lập tức thu hút được sự chú ý của khán giả, giới báo chí và thậm chí, một số vị lãnh đạo của thành phố cũng đến thưởng thức. Ít lâu sau, chương trình Những người thích đùa đã đoạt giải nhất trong Liên hoan sân khấu hài toàn quốc được tổ chức vào năm 1997. Năm 2002, sau thành công vang dội của chương trình trước, Những người thích đùa quay trở lại sân khấu thành phố với tên gọi Những người thích đùa 2. Chương trình lần này vẫn do Thanh Bạch và Xuân Hương làm đạo diễn kịch bản và dàn dựng, cùng tham gia diễn xuất còn có các diễn viên Lê Bình, Nguyễn Châu, Phương Dung,... Giống như chương trình lần trước, Những người thích đùa 2 cũng phản ánh dưới góc độ hài hước những vấn đề thuộc mọi khía cạnh trong cuộc sống. Với tiểu phẩm Trong bệnh viện, những bất cập và tồn tại trong công tác khám chữa bệnh được thể hiện thông qua hình ảnh cô y tá (do Xuân Hương thủ vai) nhũng nhiễu người đến khám bệnh, lơ đễnh đến mức tiêm nhầm cho người nhà bệnh nhân. Tiếp theo đó là những tiểu phẩm về giáo dục, xã hội, học đường được đề cập đến trong 30 suất diễn tại Nhà hát Bến Thành và Nhà văn hóa Thanh niên.
Năm 2005, Những người thích đùa 3 tiếp tục được hai vợ chồng nghệ sĩ Thanh Bạch và Xuân Hương cho ra mắt khán giả thành phố. Chương trình lần này còn có sự tham gia của các diễn viên Thanh Thủy, Mai Trần, Công Ninh, Lê Thi, Tuấn Phương và Đăng Trình. Chủ đề chính của chương trình vẫn nhằm đả kích - phản ánh nạn cửa quyền, tham nhũng, chạy theo hình thức ở các tiểu phẩm hài Lý trưởng thời nay, Trong bệnh viện, Táo quân chầu trời thế kỷ 21. Với Khu phố văn hóa, tiểu phẩm gây được ấn tượng nhiều nhất trong chương trình với câu chuyện về một khu phố được xếp loại "Văn hóa" nhưng bên trong nó thì có đủ loại tệ nạn ma túy, mại dâm, cờ bạc, rượu chè,... Thậm chí bệnh thành tích của nơi này còn trầm kha hơn với tình tiết một người dân cảm thấy hổ thẹn khi mang trả bằng khen "Gia đình văn hóa", nhưng lại bị ông tổ trưởng dân phố từ chối. Bên cạnh đó là những tiểu phẩm được thể hiện dưới hình thức mô phỏng gameshow trên truyền hình như Nốt nhạc buồn, Chuyện lớn, Chia sức, Rồng xanh. Năm 2007, Những người thích đùa 4 tiếp tục được công diễn nhưng chương trình lần này không có Thanh Bạch tham gia.

### Gameshow truyền hình
Vào thời điểm gameshow truyền hình bắt đầu phát triển tại Việt Nam, Thanh Bạch được nhiều đài truyền hình chú ý và mời dẫn chương trình cho một số gameshow mới ra mắt. Năm 2004, Thanh Bạch tham gia dẫn Nốt nhạc vui, một gameshow do Đài Truyền hình Thành phố Hồ Chí Minh thực hiện, đây là một trò chơi âm nhạc trên truyền hình được mua bản quyền từ nước ngoài với tên gọi gốc là Name that tune - ra đời từ năm 1952. Sau một thời gian phát sóng, Nốt nhạc vui đã được khán giả đặc biệt yêu thích và có thời gian dẫn đầu về số người xem chương trình trong riêng thể loại gameshow âm nhạc; đồng thời nhận giải vàng dành cho hạng mục chương trình truyền hình xuất sắc nhất tại Liên hoan truyền hình toàn quốc 2004. Đến cuối năm 2004, sau những thành công của Nốt nhạc vui, Thanh Bạch đã được nhận giải Cù Nèo Vàng (báo Tuổi trẻ cười) dành cho "Người dẫn chương trình xuất sắc nhất" và giải Mai Vàng dành cho "Người dẫn chương trình được yêu thích nhất" trong năm. Ông còn tham gia dẫn một loạt chương trình giải trí sau đó như: Nghệ sĩ và thời trang, Giai điệu tình yêu, Chuyện nhỏ, Alô ngôi sao, Siêu thị may mắn, Đi tìm ẩn số, Hội ngộ cùng Beckham,... Năm 2005, với sự góp mặt trong 232 chương trình và đặc biệt là thành công của gameshow dành cho thiếu nhi Chuyện nhỏ, Thanh Bạch lần thứ hai được nhận giải Mai Vàng dành cho "Người dẫn chương trình được yêu thích nhất trong năm". Chương trình Nốt nhạc vui do ông dẫn cũng tiếp tục đoạt giải "Chương trình truyền hình được yêu thích nhất".
Tháng 1 năm 2006, trong chương trình Chào xuân của Đài Truyền hình Việt Nam (VTV), Thanh Bạch đã được bình chọn là "Nhân vật truyền hình thành công nhất". Ít lâu sau, ông được trao huy chương vàng trong Liên hoan Truyền hình toàn quốc lần thứ 25 tổ chức tại Khánh Hòa. Cũng trong năm 2006, Thanh Bạch tiếp tục được Trung tâm kỷ lục Việt Nam Vietbook bình chọn và trao tặng danh hiệu của Guinness "Người dẫn chương trình giải trí truyền hình nhiều nhất Việt Nam".
Tháng 2 năm 2008, Thanh Bạch cho ra mắt một album CD ca nhạc với những bài hát mà phần lớn là do ông sáng tác. Người thể hiện các ca khúc trong album là một nữ ca sĩ không chuyên, bên cạnh đó là một vài bài hát được Thanh Bạch song ca cùng ca sĩ. Cũng trong năm 2008, sau khoảng 4 năm thường xuyên tham gia các hoạt động từ thiện dành cho những người không may mắn tại một ngôi chùa mang tên Nghệ sĩ do Nghệ sĩ nhân dân Phùng Há làm trụ trì, Thanh Bạch đã thực hiện một bộ phim tư liệu về cuộc đời người nghệ sĩ cải lương gạo cội này. Trong phim, ông đảm nhiệm cùng lúc nhiều vai trò như đạo diễn, tác giả kịch bản kiêm nhà sản xuất.
Ngày 4 tháng 9 năm 2009, Thanh Bạch thay thế Tạ Minh Tâm vào vị trí người dẫn chương trình của Ai thông minh hơn học sinh lớp 5? cho đến ngày 10 tháng 1 năm 2013.

## Đời tư
Thanh Bạch từng kết hôn với nghệ sĩ Xuân Hương, bà học chung với ông (dưới một khóa) tại Khoa tạp kỹ sân khấu của trường Đại học Sân khấu Lunatsaxki. Khi trở về Việt Nam, họ đã cùng tham gia dàn dựng và diễn xuất trong nhiều chương trình sân khấu lớn, nổi bật nhất trong số đó là loạt chương trình Những người thích đùa (1,2,3).
Vào năm 2006, Thanh Bạch và Xuân Hương đã làm đơn ly dị. Họ có một con trai tên Lê Thanh Tú, người từng nhận giải khuyến khích trong cuộc thi "Người dẫn chương trình" tổ chức tại New York, Hoa Kỳ năm 2007. Hiện con trai của Thanh Bạch đã kết hôn và có 2 người con gái tên An Nhiên và Mộc Nhiên.
Ngày 14 tháng 7 năm 2016, Thanh Bạch làm đám cưới cùng bà Thúy Nga, chủ nhân của Trung tâm Thúy Nga. Ông tâm sự: "Đây là một đám cưới nghệ thuật, là một cách để chúng tôi gây quỹ lấy tiền mừng cưới giúp người nghèo, những người cần giúp đỡ. Chúng tôi chỉ song hành với nhau, là bạn đời của nhau trên con đường nghệ thuật". Thanh Bạch cho biết đây là lần thứ 8 ông làm đám cưới kiểu này để quyên tiền làm từ thiện.
Sau 13 năm ly hôn, năm 2019, Xuân Hương - Thanh Bạch bất ngờ trở thành tâm điểm của dư luận khi Thanh Bạch lên tiếng trước để tiết lộ về lý do ly hôn Xuân Hương với những dẫn chứng về sự thiếu lãng mạn. Chia sẻ của Thanh Bạch dường như đã động đến tự ái của Xuân Hương khiến nữ nghệ sĩ viết những bài viết liên tiếp trên trang cá nhân với giọng văn vừa sắc sảo, đanh thép, vừa trào phúng, mỉa mai. Trong những bài viết, cô tiết lộ Thanh Bạch là đồng tính, lấy vợ để làm bình phong

## Phim đã tham gia
- Những người thích đùa
- Những người thích đùa 2
- Những người thích đùa 3
- Hai cù nèo – vai Tám Cù Móc
- Võ Lâm Truyền Kỳ – vai Bác sĩ trưởng khoa
- Chuyện đời
- Phim hoạt hình 3D The Lorax (Diễn viên lồng tiếng)
- Cô Bảy Phùng Há[23]
- Nhà có 5 nàng tiên[24] – vai ông quản lý chợ
- Thử yêu rồi biết (2018)
- Và một vài bộ phim khác

## Các vở hài (tiêu biểu)
- Họa mi hót trong lồng
- Phút thư giãn
- Giao lưu diễn viên điện ảnh
- Cái chết con thiên nga
- Thẩm mỹ viện lưu động
- Thời trang thế kỷ 21
- Ngày khai trường
- Phiên tòa không tội nhân
- Trong bệnh viện
- Khu phố văn hoá
- Lý trưởng thời nay
- Táo quân chầu trời thế kỷ 21
- Nốt nhạc buồn
- Chuyện lớn
- Chia sức
- Rồng xanh
- Đố em - Gala cười 2003
- Chồng ngoại kiều - Gala cười 2003
- Đám cưới - Gala cười 2003
- Các tiết mục trong “Nhóm tuổi Trẻ Cười Sống”
- Và nhiều vở hài khác

## Âm nhạc biểu diễn

### Tiêu biểu
- Trích đoạn chèo vở Quan Âm Thị Kính – vai Thị Kính
- Mùa xuân cưới em[25]
- Cười lên đi
- Có nghĩa gì đâu (cùng với Thuý Nga)
- Xin làm lá bay
- CD ca nhạc Thanh Bạch

## Chương trình đã tham gia
- Trò chuyện cuối tuần (2005)
- Ngôi nhà mơ ước (2007)
- Cà phê với sao (2012)
- Gương mặt thân quen mùa 3 (2015)
- Nét Đẹp Cuộc Sống (2015)
- Sau ánh hào quang (2018)
- Chuyện đêm muộn (2018)
- 8 lạng nửa cân (2019)
- Chuyện cuối tuần (2019)
- Người đẹp Nhân ái - Hoa hậu Thế giới Việt Nam (2019) - Tập 1
- Ngôi sao đương thời (2020)
- Chuyện của sao (2020)
- Ngôi sao đương thời (2020)
- Ca sĩ ẩn danh (2020)
- Ký ức vui vẻ (2019, 2020, 2021)
- Ca sĩ bí ẩn (2021)
- Ký ức Sài Gòn (2021)
- Khám phá trường học (2022)
- Khoảnh khắc rực rỡ (2022)
- Tình ca bất hủ (2022)
- Có hẹn cùng HTVC (2023)
- Và nhiều chương trình khác

## Giám khảo – Huấn luyện viên
- Cầu Vồng lĩnh vực: Người dẫn chương trình Truyền hình VTV (2009)
- Kết nối ước mơ/Bước cùng Omar (2013) - Huấn luyện viên
- Đồ rê mí (2014)
- Cặp đôi hoàn hảo (2014)
- Hoán đổi (2015)
- Người hùng tí hon (2015, 2016)
- Thử tài siêu nhí (2016)
- Người nghệ sĩ đa tài (2016)
- Siêu nhí tranh (2016)
- Tuyệt đỉnh song ca nhí (2017) – Huấn luyện viên
- Cặp đôi hài hước (2017, 2018, 2019, 2020)
- Sao nối ngôi nhí (2018)
- Kỳ tài lộ diện (2018, 2019)
- Ca sĩ ẩn danh (2020)
- Siêu thủ lĩnh (2020)
- Én vàng (2013, 2015, 2018, 2019, 2021, 2022)
- Ký ức vui vẻ (2019, 2020, 2021)
- Tinh hoa hội tụ (2021)
- Sao nối ngôi (2021)
- Đầu trường ngôi sao (2022)
- Hãy là số 1 (2023)

## Một số chương trình đã dẫn (tiêu biểu)
- Liveshow bé Xuân Mai
- Chương trình ca nhạc thiếu nhi "Chủ nhật của bé, Hoa của mẹ"
- Thầy trò ngày gặp lại ( cùng Diễm Quỳnh, Kim Ngân, Hà Thu Hằng)
- Tuổi thần tiên (1 - 5)
- Hoa hậu Việt Nam
- Duyên dáng Việt Nam
- Một thoáng Sài Gòn
- Nghệ sĩ và thời trang
- Giai điệu tình yêu
- Chuyện nhỏ
- Alô ngôi sao[26]
- Siêu thị may mắn
- Đi tìm ẩn số[27]
- Hội ngộ cùng Beckham[28]
- Nốt nhạc vui
- Đêm ngàn sao
- Bước nhảy hoàn vũ[29]
- Đọ sức âm nhạc[30]
- Ai thông minh hơn học sinh lớp 5
- Gương mặt thân quen[31]: mùa 1, mùa 2, mùa 7
- Tìm kiếm tài năng: Vietnam's Got Talent[32]
- Người kế tiếp[33]
- Vũ khúc ánh sáng - Sắc lửa
- Ban nhạc quyền năng
- Tài tử tranh tài
- Giọng hát Việt nhí
- Liveshow Michael Lang 2010
- Và hơn 237 chương trình khác[34]